# 薩格勒布考古學博物館

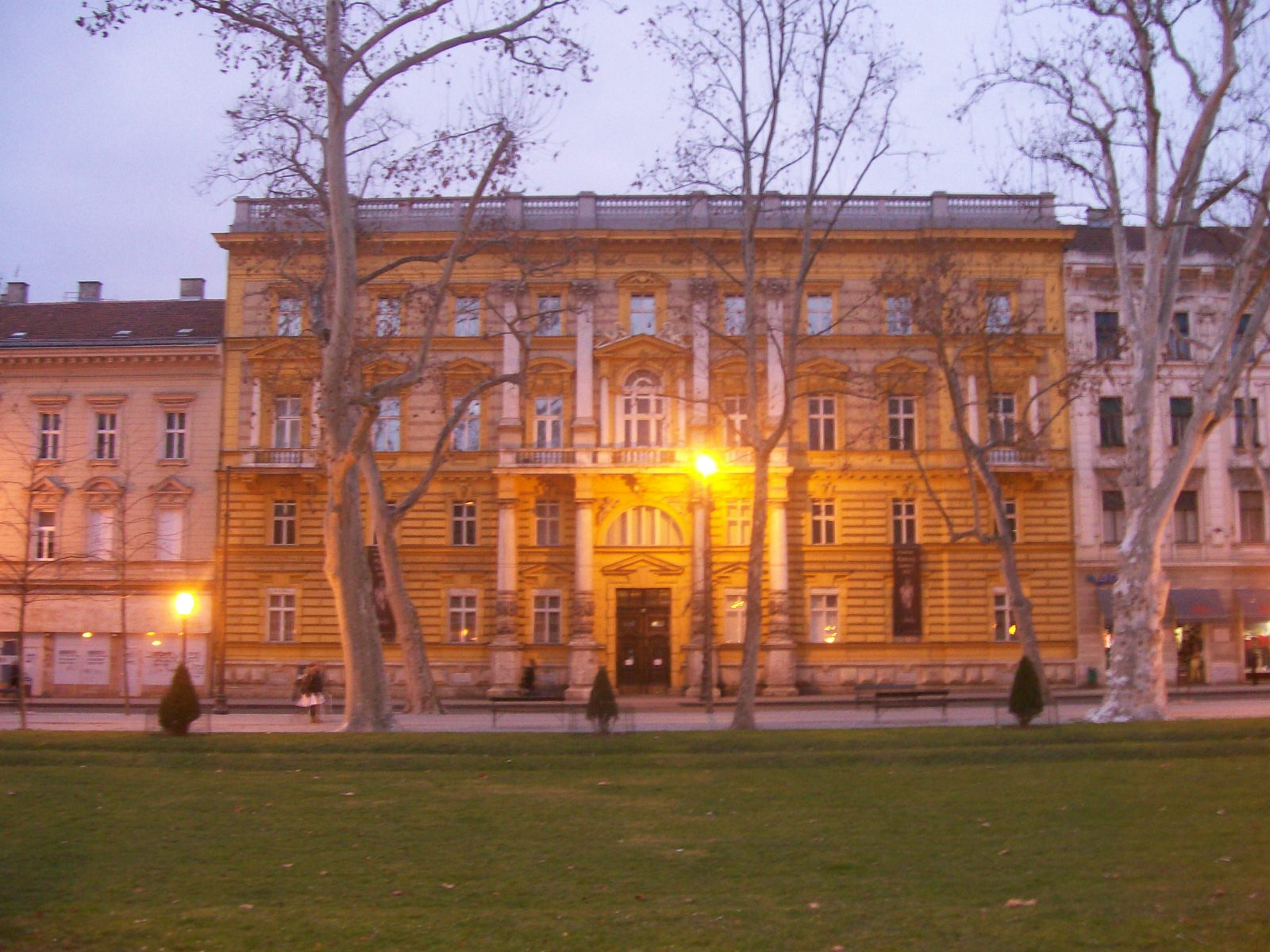
薩格勒布考古學博物館

薩格勒布考古學博物館是克羅埃西亞首都薩格勒布的一家博物館，收藏有超過45萬件來自克羅地亞各地的考古學藏品。薩格勒布考古學博物館的前身是設立於1846年的國家博物館。

## 外部連結
- 官方网站 —（克羅埃西亞文）—（英文）